# Makararaja chindwinensis
Makararaja chindwinensis és una espècie de peix cartilaginós batoïdeu de la família Dasyatidae que viu a les aigües dolces de l'Índia i a Myanmar. És l'única del gènere monotípic Makararaja.